# Krukt
Genre
Krukt est un genre d'araignées aranéomorphes de la famille des Zoropsidae.

## Distribution
Les espèces de ce genre sont endémiques du Queensland en Australie.

## Liste des espèces
Selon World Spider Catalog (version 17.0, 20/05/2016) :
- Krukt cannoni Raven & Stumkat, 2005
- Krukt ebbenielseni Raven & Stumkat, 2005
- Krukt megma Raven & Stumkat, 2005
- Krukt piligyna Raven & Stumkat, 2005
- Krukt vicoopsae Raven & Stumkat, 2005

## Publication originale
- Raven & Stumkat, 2005 : Revisions of Australian ground-hunting spiders: II. Zoropsidae (Lycosoidea: Araneae). Memoirs of the Queensland Museum, vol. 50, p. 347-423 (texte intégral).